# Бахманн, Рамона
Рамо́на Ба́хманн (нем. Ramona Bachmann; род. 25 декабря 1990, Мальтерс, Люцерн) — швейцарская футболистка, нападающий американского клуба «Хьюстон Дэш» и сборной Швейцарии.

## Клубная карьера
Воспитанница футбольной школы клуба «Мальтерс». Отыграв один сезон во втором швейцарском дивизионе за родной клуб, Рамонна Бахман перешла в состав чемпиона Швейцарии, клуба «Люцерн». Однако уже через полсезона, в возрасте 16 лет, он была замечена скаутами шведского клуба «Умео» и в марте 2007 году стала игроком этой команды. С уходом перед началом сезона 2009 года из команды бразильянки Марты Рамона стала одним из ключевых игроков команды, забив за сезон 14 голов в 19 матчах чемпионата Швеции. По итогам года она была выбрана лучшей футболисткой Швейцарии.
В декабре 2009 года Рамона Бахман уехала в американский клуб «Атланта Бит» (Atlanta Beat), выступавший в лиге WPS. Однако в США игра у футболистки не пошла. Проведя за сезон всего 10 матчей и забив лишь один гол, на следующий год она вернулась обратно в «Умео», хотя имела ряд предложений и из других клубов Германии, Англии и Швеции.
Бахманн была признана лучшей футболисткой «Дамаллсвенскан» в сезоне 2011 года и после его окончания перешла в клуб «Мальмё», ставший победителем турнира.
В 2015 году Рамона подписала 3-летний контракт с немецким клубом «Вольфсбург».
7 июня 2021 года выиграла вместе с «Пари Сен-Жермен» чемпионат Франции 2020/21.
3 апреля 2024 года было анонсировано, что Бахманн подпишет контракт с американским клубом «Хьюстон Дэш».

## Карьера в сборной
10 апреля 2007 года Рамона Бахман дебютировала в молодёжной сборной Швейцарии (девушки до 19 лет). В 2009 году она в составе сборной завоевала право принять участие в молодёжном чемпионате Европы. Бахман была лидером команды и во многом благодаря её игре швейцаркам удалось обыграть в четвертьфинале сильную сборную Германии и впервые в своей истории оказаться в полуфинале.
15 июня 2007 года Бахман дебютировала в основной сборной своей страны. До марта 2009 года она провела в ней 14 матчей, забив 4 гола. В отборочном цикле чемпионата мира 2011, стартовавшего в сентябре 2009 года, Бахман приняла участие в 7 матчах, в которых забила 4 гола, однако сборная Швейцария уступила сборной Англии в стыковых матчах квалификации и не попала на чемпионат.

## Игровые качества
Специалисты отмечают высокий технический уровень Рамоны Бахман и её уверенность в себе. Игорь Шалимов после отборочного матча чемпионата мира 2011 сборных России и Швейцарии отметил также высокую скорость нападающей.

## Достижения

### «Вольфсбург»
- Обладатель Кубка Германии: 2015/16

### «Челси»
- Чемпион Англии: 2017/18, 2019/20
- Обладатель Кубка Англии: 2017/18

### «Пари Сен-Жермен»
- Чемпион Франции: 2020/21[6]
- Обладатель Кубка Франции: 2021/22[12], 2023/24[13]

## Личная жизнь
Совершила каминг-аут как лесбиянка во время чемпионата мира по футболу среди женщин 2015 в Канаде. Ранее она была в отношениях с другой футболисткой швейцарской национальной сборной Алишей Леманн, которая переехала в Лондон, чтобы играть за «Вест Хэм Юнайтед». Тренер их национальной сборной Мартина Фосс-Текленбург пояснила: «В женском футболе ситуация не исключительная».